# Tartrato di sodio e potassio
Il tartrato di sodio e potassio è un sale misto di sodio e potassio dell'acido tartarico che viene chiamato anche sale di Rochelle o sale di Seignette.

## Storia
È stato scoperto per la prima volta dal farmacista francese Pierre Seignette nel 1675. Nel 1824, Sir David Brewster dimostrò per la prima volta la presenza di piezoelettricità sul tartrato di sodio e potassio. A temperatura ambiente si presenta come un solido incolore o bianco inodore.

## Proprietà
Il sale di Rochelle è deliquescente, quindi eventuali oggetti contenenti questo materiale si deteriorano se conservati in condizioni di umidità. Grazie alla sua struttura e alle proprietà piezoelettriche è stato ampiamente usato nei grammofoni, microfoni e auricolari durante il boom di consumo elettronico del secondo dopoguerra.

## Usi
In medicina è stato usato come lassativo.
Nell'industria per la preparazione industriale di biscotti e merendine, o nei lieviti, di solito insieme al carbonato d'ammonio, ma può avere anche altre funzioni. Come additivo alimentare è conosciuto col numero E337.
Il tartrato di sodio e di potassio è utilizzato insieme al solfato di rame nella reazione di Fehling per verificare la presenza di aldeidi o zuccheri riducenti in una soluzione. In caso di esito positivo la soluzione si colora di rosso per la presenza di ossido di rame. Il tartrato ha sostanzialmente la funzione di mantenere gli ioni rameici in soluzione a pH alcalino, evitando la formazione di idrossido di rame. In sintesi organica, è utilizzato per rompere le emulsioni, in particolare nelle reazioni in cui è stato usato un idruro a base di alluminio.
Il tartrato di sodio e di potassio si usa anche in galvanica per la ramatura basica del ferro senza dover ricorrere necessariamente all'impiego di cianuri. Viene poi utilizzato nell'elettronica e nella piezoelettricità e come acceleratore di combustione nella carta delle sigarette.